# 四角羚
四角羚，又名四角羚羊，是分佈在南亞遼闊森林的羚羊。牠們主要分佈在印度泰米爾納德邦恆河平原以南的地方，東至奧迪沙邦，西至吉爾。也有一些在尼泊爾的乾旱森林生活。

## 生物特征
四角羚肩高超過半米，重約20公斤。牠們是黃褐色的，腹部及腳內側是白色的。牠們的腳很幼，前肢有黑色斑紋。
雄性四角羚有角，一般有四隻，兩隻在耳朵之間，另一對在前額上。雄羊出生後幾個月就會長第一對角，第二對要到14-15個月大才會長出。牠們不會脫角，但打鬥時也會破損。

## 栖息
四角羚棲息在乾旱的落葉林，且是獨居的。牠們可能是地盤性的。雄羊在繁殖季節會對其他雄羊帶有攻擊性。